# Basaburua
Basaburua és un municipi de Navarra, a la comarca d'Ultzamaldea, dins la merindad de Pamplona. Es divideix en 9 concejos: Arrarats, Beruete, Gartzaron, Igoa, Ihaben, Itsaso, Jauntsarats (capital), Orokieta-Erbiti i Udabe-Beramendi.

## Topònim
Basaburua és un topònim provinent del basc que significa la part alta del bosc; de basa (bosc), buru (que significa cap, però que pot traduir-se també com a part alta) i el sufix -a, que és article. Històricament hi ha hagut dues valls a Navarra amb aquesta denominació, aquest que era denominat Basaburua Major (o simplement Basaburua) i que es corresponia a part de la zona boscosa i més alta immediatament al nord de Pamplona; i altra vall anomenada Basaburua Menor, situat a l'altre costat de la divisòria d'aigües, en el vessant atlàntic de Navarra, vist des de Pamplona, just darrere del Basaburua Major. En el segle xix Basaburúa Menor es va disgregar en diversos municipis, però Basaburua Major va seguir mantenint-se unit formant un únic municipi.

## Economia
La seva economia es basa en els cultius de secà (cereals, patates i mongetes) i en el bestiar boví i llanar.

## Demografia
| Evolució demogràfica                                 | Evolució demogràfica | Evolució demogràfica | Evolució demogràfica | Evolució demogràfica | Evolució demogràfica | Evolució demogràfica | Evolució demogràfica | Evolució demogràfica | Evolució demogràfica | Evolució demogràfica |
| 1996                                                 | 1998                 | 1999                 | 2000                 | 2001                 | 2002                 | 2003                 | 2004                 | 2005                 | 2006                 | 2007                 |
| ---------------------------------------------------- | -------------------- | -------------------- | -------------------- | -------------------- | -------------------- | -------------------- | -------------------- | -------------------- | -------------------- | -------------------- |
| 682                                                  | 685                  | 697                  | 676                  | 667                  | 671                  | 682                  | 683                  | 714                  | 799                  | 834                  |
| Fonts: Basaburua i Institut d'Estadística de Navarra |                      |                      |                      |                      |                      |                      |                      |                      |                      |                      |